# Geranomyia parapentheres
Geranomyia parapentheres är en tvåvingeart som först beskrevs av Alexander 1948.  Geranomyia parapentheres ingår i släktet Geranomyia och familjen småharkrankar. Inga underarter finns listade i Catalogue of Life.